# Antanartia eurocilia
Antanartia eurocilia är en fjärilsart som beskrevs av Fabricius 1793. Antanartia eurocilia ingår i släktet Antanartia och familjen praktfjärilar. Inga underarter finns listade i Catalogue of Life.